# Byôbu Nagaone
Byôbu Nagaone är en bergstopp i Antarktis. Den ligger i Östantarktis. Norge gör anspråk på området. Toppen på Byôbu Nagaone är 2 081 meter över havet.
Terrängen runt Byôbu Nagaone är platt åt sydväst, men åt nordost är den kuperad. Trakten är obefolkad. Det finns inga samhällen i närheten.